# Hemel Hempstead
Hemel Hempstead este un oraș în comitatul Hertfordshire, regiunea East, Anglia. Orașul se află în districtul Dacorum a cărui reședință este.

## Personalități născute aici
- Adam Miller (n. 1982), fotbalist.